# Motorový vůz M 221.3
Motorové vozy řady M 221.3 byly vyrobeny v roce 1931 v počtu dvou kusů Královopolskou strojírnou v Brně pro Československé státní dráhy.

## Konstrukce
Skříň a pojezd byly převzaty z řady M 221.1. Jednalo se tedy o velké a robustní čtyřnápravové vozy se dvěma hnacími agregáty umístěnými v podvozcích a elektrickým přenosem výkonu. Rozdílem oproti řadě M 221.1 byl spalovací motor. Jednalo se o osmiválcový zážehový motor, zkonstruovaný v Královopolské strojírně, který při 1 350 ot/min dával výkon 120 koní. Jednalo se o vůbec první využití dieselového motoru u ČSD.

## Provoz
Vozy byly dodány ČSD v prosinci 1931 a původně měly být nasazeny v okolí Rumburka. V lednu 1932 bylo ale rozhodnuto o jejich umístění v Hradci Králové. O údržbu se staraly dílny v Nymburce. Vozy byly nasazovány na osobní vlaky do Náchoda, Pardubic, Jaroměře a Jičína, přičemž na vlacích do Náchoda jezdily oba v soupravě bez přípojných vozů. V říjnu 1938 mělo dojít k jejich předání pod Deutsche Reichsbahn, jež je ale odmítly. Poté byly pro špatný technický stav odstaveny a deponovány postupně v Pardubicích, Chocni a opět Pardubicích. Po druhé světové válce byly převezeny do Nymburka. Dne 30. listopadu 1945 byly úředně zrušeny a přeměněny na přípojné vozy.